# Андреева, Ирина Борисовна
Ирина Борисовна Андреева  (1918 — 2002) — советский и российский учёный в области акустики океана, доктор физико-математических наук (1971).  Лауреат Государственной премии СССР в области науки и техники (1976).

## Биография
Родилась 20 января 1918 года в городе Санкт-Петербург.
В 1939 году окончила Ленинградский политехнический институт. С 1939 по 1943 годы — младший научный сотрудник Института геофизики АН СССР.
С 1943 по 1956 годы  работала в одном из специальных конструкторских бюро и пройдя путь от инженера до заведующего лабораторией, где её научная деятельность была связана в области создания специальных радиотехнических устройств.  В 1953 году она успешно защитила кандидатскую диссертацию. 
С 1956 года до 2002 года работала — старшим и ведущим научным сотрудником в Акустическом институте АН СССР — РАН. С 1960 по 1990 годы И. Б. Андреева была организатором и руководителем сектора, основная тематика которого была связана с рассеянием звука в океане. При активном участии И. Б. Андреевой были спроектированы и созданы уникальные научно-исследовательские суда «Сергей Вавилов» и «Петр Лебедев». В 1971 году она защитила докторскую диссертацию по теме: «Рассеяния звука морскими организмами». 
И. Б. Андреева являлась автором фундаментальных работ по рассеянию звука поверхностью океана и дальней реверберации. И. Б. Андреева автор и соавтор нескольких сот научных статей и отчетов, а также трех монографий, наиболее известная из которых — «Акустика океана», принесла ей в 1976 году — 
Государственную премию СССР.
Помимо научной деятельности И. Б. Андреева вела и педагогическую деятельность, много лет читала курс лекций по акустике мирового океана в Московском государственном университете, была руководителем многочисленных дипломников и аспирантов в МГУ, МИРЭА и МФТИ. И. Б. Андреева последнее время руководила проектами, поддержанными РФФИ и посвящёнными созданию уникальной базы данных по характеристикам звукорассеивающих слоев океана, обобщающими результаты многолетних исследований. 
Умерла 15 декабря 2002 года в Москве.

## Награды
- Государственная премия СССР в области науки и техники (1976 — «за монографию "Акустика океана" (1974)»